# Ramah (Colorado)
Pour les articles homonymes, voir Ramah.
Ramah est une ville américaine située dans le comté d'El Paso dans le Colorado.
Comme la ville voisine de Simla, Ramah doit son nom à la femme d'un dirigeant du Rock Island Railroad, qui lisait alors un livre sur l'Inde où se trouvait ce mot.

## Démographie
Selon le recensement de 2010, Ramah compte 123 habitants. La municipalité s'étend sur 0,25 milles carrés (0,65 km2).
| 1930 | 1940 | 1950 | 1960 | 1970 | 1980 |
| ---- | ---- | ---- | ---- | ---- | ---- |
| 171  | 186  | 142  | 109  | 101  | 119  |

| 1990 | 2000 | 2010 | - | - | - |
| ---- | ---- | ---- | - | - | - |
| 94   | 117  | 123  | - | - | - |